# Carl-Edzard Schelten-Peterssen
Carl-Edzard Schelten-Peterssen (* 13. Oktober 1921 in Hannover; † 4. Mai 1995 in Berum) war ein deutscher Politiker (CDU). Er war von 1963 bis 1982, mit einer Unterbrechung, Abgeordneter im Landtag von Niedersachsen.

## Leben
Schelten-Peterssen besuchte das Gymnasium erst in Norden, später in Hamburg und studierte nach dem Abitur Forstwirtschaft. Er arbeitete zwei Jahre in einem Betrieb und übernahm nach Ende des Zweiten Weltkrieges den land- und forstwirtschaftlichen Betrieb seines Vaters in Berum. Er war im Baustoffgewerbe und Landmaschinenhandel tätig.
Seit dem 1. Oktober 1941 war er NSDAP-Mitglied (Mitgliedsnummer 9.001.242).
Schelten-Peterssen trat nach dem Krieg der CDU bei und war deren Vorsitzender im Kreisverband Norden. Später war er noch Mitglied des Zentralvorstandes der CDU in Hannover. Für 25 Jahre war er kommunalpolitisch tätig. Er war bis Oktober 1977 Mitglied im Kreistag und stellvertretender Landrat. Er engagierte sich als Vorsitzender und Vorstandsmitglied in mehreren Wasser- und Bodenverbänden. Er war Mitglied des Verwaltungsrates des Arbeitgeberverbandes Ostfriesland und des Vorstandes der Arbeitsgemeinschaft für Agrarfragen in Hannover.
Vom 20. Mai 1963 bis zum 20. Juni 1974 war er in der fünften bis siebten Wahlperiode im Landtag von Niedersachsen. Im Ergebnis einer Wahlprüfungsentscheidung rückte er am 27. März 1975 anstelle des Abgeordneten Willi Arens in den Landtag ein und gehörte ihm anschließend auch noch in der neunten Wahlperiode an, bis zum 20. Juni 1982. Von 1976 bis 1978 war er Vorsitzender des Ausschusses für Wirtschaft und Verkehr.